# Ordinariato militar de Bosnia y Herzegovina
El ordinariato militar de Bosnia y Herzegovina (en croata: Vojni ordinarijat u Bosni i Hercegovini) es una circunscripción eclesiástica latina de la Iglesia católica en Bosnia y Herzegovina, inmediatamente sujeta a la Santa Sede. El ordinariato militar es sede vacante desde el 22 de enero de 2020.

## Territorio y organización
El ordinariato militar tiene jurisdicción personal peculiar ordinaria y propia sobre los fieles católicos militares de rito latino (y otros fieles definidos en los estatutos), incluso si se hallan fuera de las fronteras del país, pero los fieles continúan siendo feligreses también de la diócesis y parroquia de la que forman parte por razón del domicilio o del rito, pues la jurisdicción es cumulativa con el obispo del lugar. Los cuarteles y los lugares reservados a los militares están sometidos primera y principalmente a la jurisdicción del ordinario militar, y subsidiariamente a la jurisdicción del obispo diocesano cuando falta el ordinario militar o sus capellanes. El ordinariato tiene su propio clero, pero los obispos diocesanos le ceden sacerdotes para llevar adelante la tarea de capellanes militares de forma exclusiva o compartida con las diócesis.
El ordinariato militar se rige por el derecho canónico y por su propio estatuto (Estatuto del Ordinariato Militar en Bosnia y Herzegovina), aprobado por el papa Benedicto XVI el 27 de enero de 2012 y confirmado con el decreto de la Congregación para los Obispos el 30 de enero de 2012.
Al frente está un obispo, con el título de ordinario militar, asistido por un vicario general y capellanes militares. Estos últimos están a la cabeza de las capellanías militares en las que se divide administrativamente el ordinariato militar.
El ordinario militar es miembro de la Conferencia Episcopal de Bosnia y Herzegovina.
La sede del ordinario militar está en la ciudad de Sarajevo.

## Historia

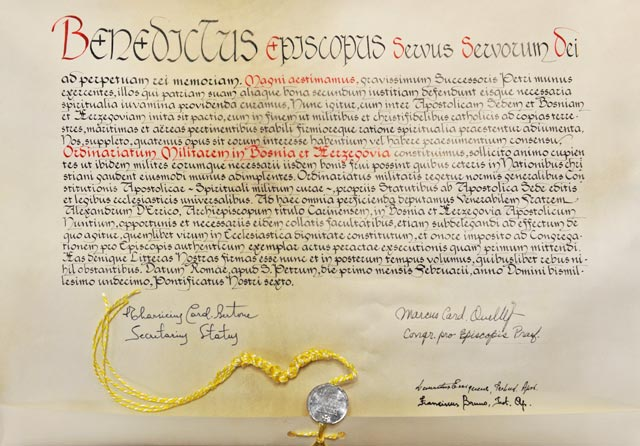
Constitución apostólica Magni aestimamus

Mediante la promulgación de la constitución apostólica Spirituali Militum Curae por el papa Juan Pablo II el 21 de abril de 1986 los vicariatos militares fueron renombrados como ordinariatos militares o castrenses y equiparados jurídicamente a las diócesis. Cada ordinariato militar se rige por un estatuto propio emanado de la Santa Sede y tiene a su frente un obispo ordinario nombrado por el papa teniendo en cuenta los acuerdos con los diversos Estados.
El ordinariato militar fue erigido el 1 de febrero de 2011 con la constitución apostólica Magni aestimamus del papa Benedicto XVI, en aplicación del art. 15 del Acuerdo Básico entre la Santa Sede y Bosnia y Herzegovina, firmado en Sarajevo el 19 de abril de 2006 (instrumentos de ratificación canjeados en el Vaticano el 25 de octubre de 2007), y del Acuerdo entre la Santa Sede y Bosnia y Herzegovina sobre asistencia religiosa a los fieles católicos, miembros de las fuerzas armadas de Bosnia y Herzegovina, firmado también en Sarajevo el 8 de abril de 2010 (instrumentos de ratificación canjeados en el Vaticano el 14 de septiembre de 2010). 
El ordinariato militar en sí mismo representa la estructura canónica estable dada al cuidado pastoral de los miembros católicos de las Fuerzas Armadas de Bosnia y Herzegovina y sus familias, acordada conjuntamente por la Santa Sede y el Estado bosnio-herzegovino, pero existente desde 1992.

## Episcopologio
- Tomo Vukšić (1 de febrero de 2011-22 de enero de 2020 nombrado arzobispo coadjutor de Sarajevo)
  - Sede vacante (desde 2020)
  - Tomo Vukšić, desde el 24 de enero de 2020 (administrador apostólico)

## Estadísticas
De acuerdo al Anuario Pontificio 2020 el ordinariato militar tenía a fines de 2019 un total de 10 sacerdotes y 3 religiosos.
| Año                                                                             | Población            | Población | Población      | Sacerdotes | Sacerdotes    | Sacerdotes    | Bautizados por sacerdote | Diáconos permanentes | Religiosos | Religiosos | Parroquias |
| Año                                                                             | Bautizados católicos | Total     | % de católicos | Total      | Clero secular | Clero regular | Bautizados por sacerdote | Diáconos permanentes | Varones    | Mujeres    | Parroquias |
| ------------------------------------------------------------------------------- | -------------------- | --------- | -------------- | ---------- | ------------- | ------------- | ------------------------ | -------------------- | ---------- | ---------- | ---------- |
| 2012                                                                            |                      |           |                | 10         | 8             | 2             |                          |                      | 2          |            | 9          |
| 2013                                                                            |                      |           |                | 9          | 7             | 2             |                          |                      | 3          |            | 9          |
| 2016                                                                            |                      |           |                | 10         | 7             | 3             |                          |                      | 3          |            | 9          |
| 2019                                                                            |                      |           |                | 10         | 7             | 3             |                          |                      | 3          |            | 10         |
| Fuente: Catholic-Hierarchy, que a su vez toma los datos del Anuario Pontificio. |                      |           |                |            |               |               |                          |                      |            |            |            |